# Cuchumuela
Cuchumuela è un comune (municipio in spagnolo) della Bolivia nella provincia di Punata (dipartimento di Cochabamba) con 1.783 abitanti (dato 2010).

## Cantoni
Il comune è formato dall'unico cantone omonimo.